# Timbru fiscal
Un timbru fiscal este o eticheta, de obicei adezivă. Este utilizat pentru a colecta impozite sau taxe pe documente, tutun, băuturi alcoolice, medicamente, cărți de joc, licențe de vanatoare, arme de foc, și pe multe alte lucruri. De obicei companiile cumpără timbrele de la guvern și le atașează pe elementele impozitate, ca parte a ambalajului, sau în cazul documentelor, ca parte în completarea formularului. Timbrele fiscale de cele mai multe ori arata similar cu timbre poștale iar în unele țări și perioade de timp a fost posibil să se utilizeze timbre poștale în scopuri de colectare venituri la stat sau invers - timbrele fiscale au fost utilizate pentru francarea scrisorilor sau coletelor.

## Descriere
Timbrele fiscale sunt timbre folosite pentru a colecta impozite și taxe. Acestea sunt emise de guverne, naționale și locale, precum și de către alte organisme oficiale acreditate. Au diverse formesi dimensiuni, pot fi gumate sau negumate, dantelate sau nedantelate, imprimate sau embosate. În multe țări, designul timbrelor fiscale este asemănător cu cel al bancnotelor și sunt adesea realizate din același tip de hârtie.

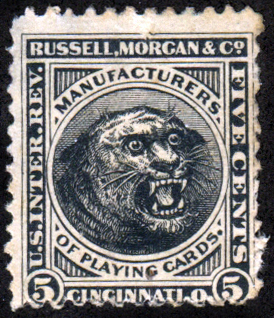
An American revenue stamp for the tax on playing cards.

## Istorie
Utilizarea timbrelor fiscale - inca din 1694 - este cu mult inaintea timbrelor poștale (1840). Utilizarea lor a devenit larg răspândită în secolul al 19-lea, parțial inspirată de succesul timbrelor poștale, și motivată de dorința de a eficientiza operațiunile guvernamentale, prezența unui timbru fiscal fiind un indiciu că s-au plătit deja taxele necesare. Timbrele fiscale au devenit mai putin utilizate în secolul 21, odată cu creșterea informatizării. În lume există un număr foarte mare de tipuri de timbre fiscale, emise de autorități naționale sau locale. În anumite perioade, guvernele au combinat utilizarea timbrelor poștale și a celor fiscale, numindu-le "fiscal - poștale", sau "poștale și venituri".

## Metode de anulare
Mai multe metode au fost folosite pentru anularea timbrelelor fiscale: cu stiloul, stampile impregnate cu tus, prin perforare, ștanțare, gaurire sau pur și simplu rupere.

## Colecționare
Timbrele fiscale au fost colecționate pe scară largă de către filateliști, în cataloagele de timbre și la expoziții ele având același statut ca timbrele poștale. După Primul Război Mondial, ele au scăzut în popularitate, probabil din cauza că au fost excluse din cataloagele de specialitate - numărul de timbre poștale emise a crescut rapid și astfel timbrele fiscale au fost "împinse" în afara cataloagelor.

## Galerie imagini

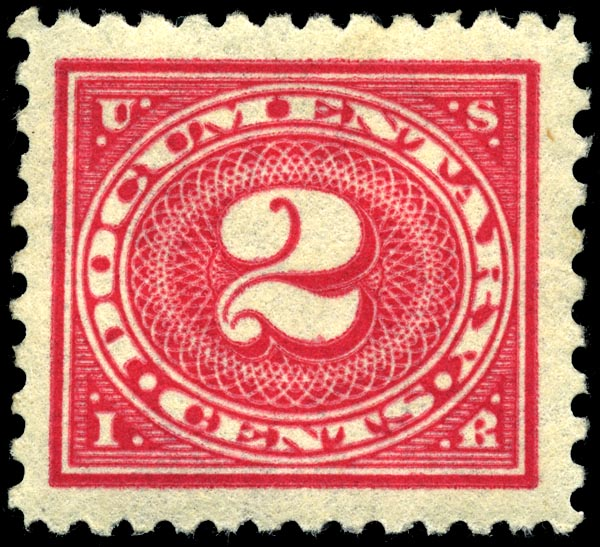
US, 2¢, proprietary, 1930
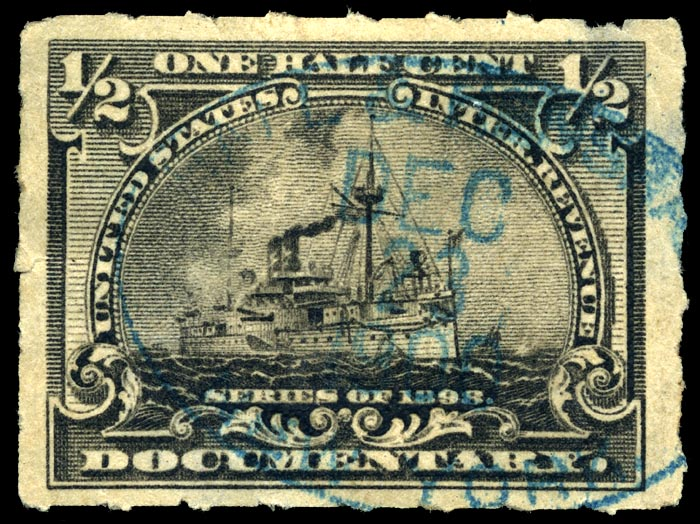
A half-cent US "battleship revenue" of 1898
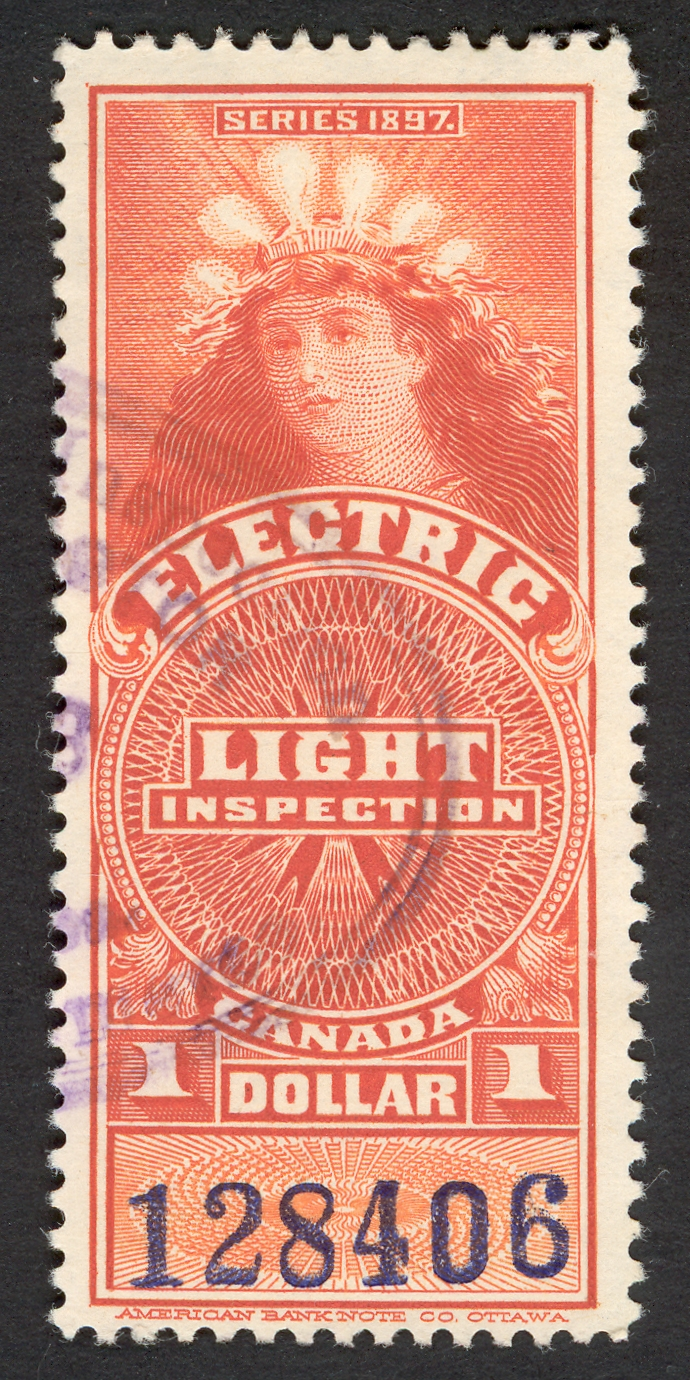
"Lady of the Lightbulbs". Electric light inspection stamp, Canada, c. 1900
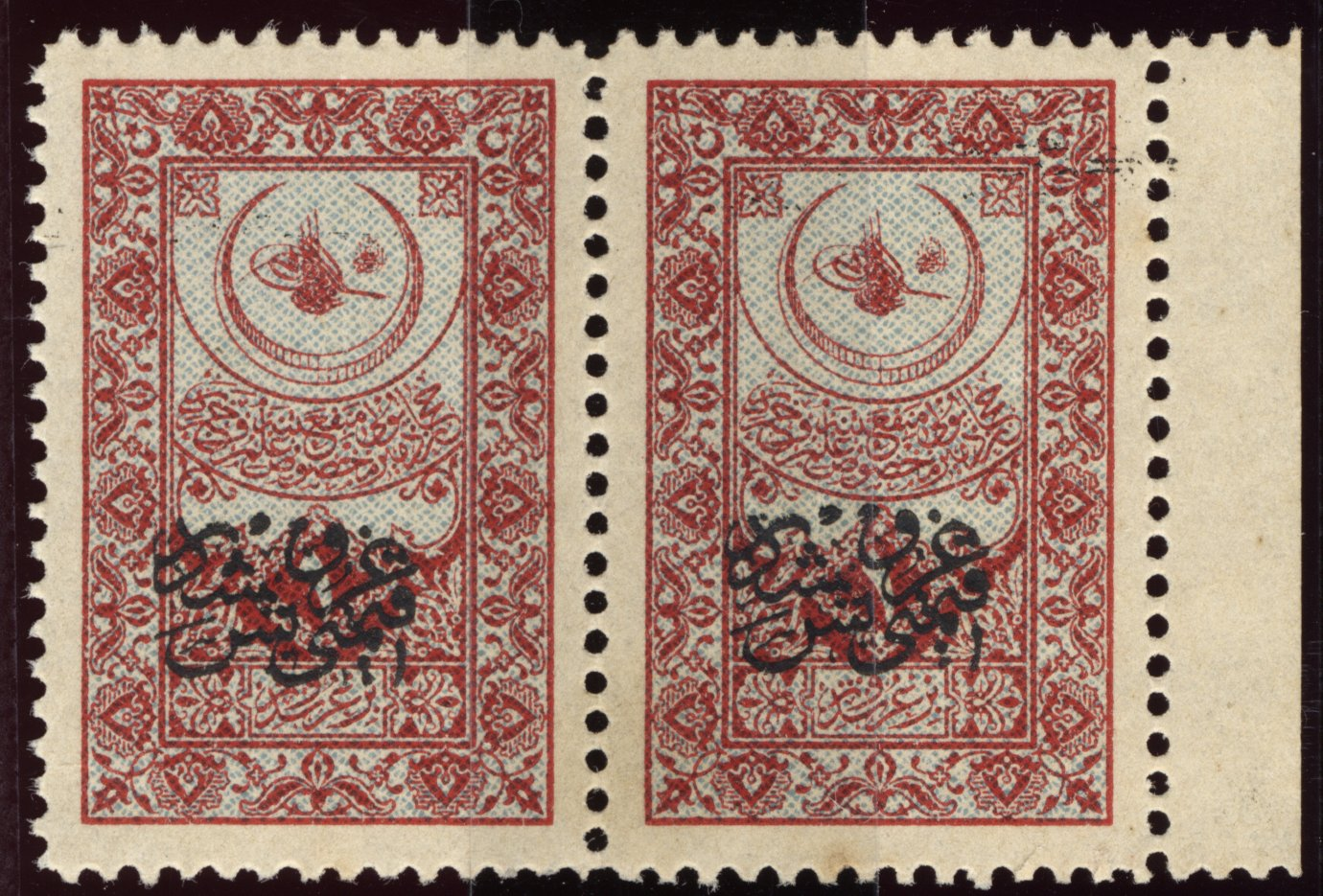
Ottoman revenue stamp for the construction of Hejaz railway
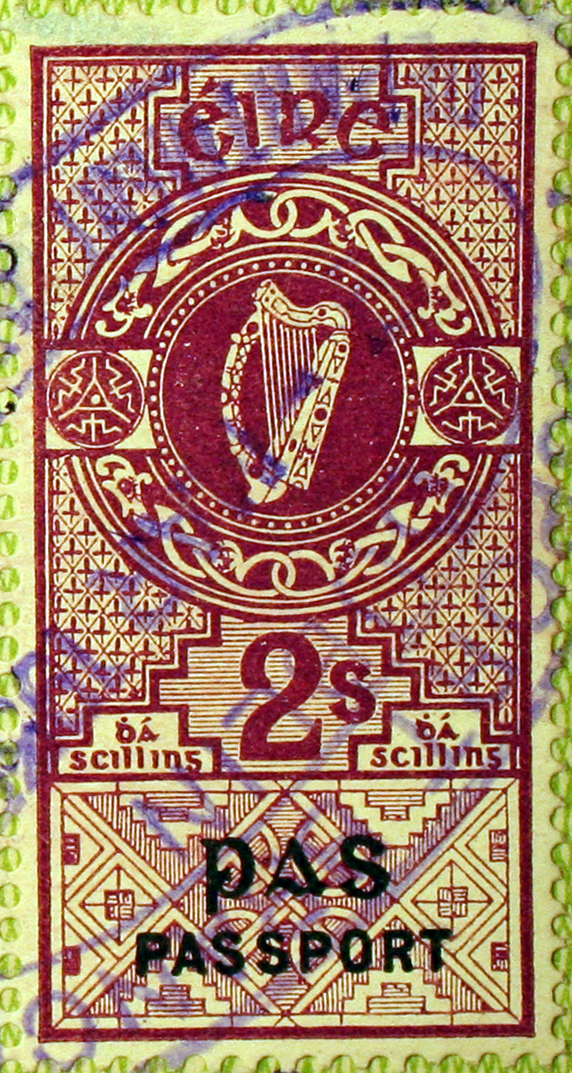
2 shillings Irish passport stamp, 1939